# Luís Montenegro
Luís Filipe Montenegro Cardoso de Morais Esteves (Porto, 16 februari 1973) is een Portugees politicus voor de centrumrechtse Partido Social Democrata (PSD). Sinds 2 april 2024 is hij de premier van Portugal.

## Biografie
Luís Montenegro werd geboren in Porto en groeide op in Espinho. Hij behaalde een master in de rechten aan de Katholieke Universiteit van Portugal en was vervolgens, net als zijn vader en grootvader, werkzaam als advocaat.
In 1991 sloot hij zich aan bij de Partido Social Democrata (PSD), waarvoor hij aanvankelijk vooral actief was in de lokale politiek van Espinho. In 2002 stapte hij over naar de landelijke politiek toen hij bij de verkiezingen van dat jaar verkozen werd in de Assembleia da República (het Portugese parlement). Als volksvertegenwoordiger van de kieskring Aveiro werd hij in de jaren die volgden nog viermaal herkozen. Vanaf 2011 leidde hij er de parlementaire fractie van zijn partij, tot hij zijn zetel in 2018 opgaf.
Montenegro is sinds 2022 voorzitter van de Partido Social Democrata. Met de mede door hem begin 2024 opgerichte politieke alliantie Aliança Democrática, waarvan hij ook de voorzitter is, behaalde hij een verkiezingsoverwinning bij de vervroegde parlementsverkiezingen van 2024. Op 21 maart 2024 werd Montenegro door president Marcelo Rebelo de Sousa gevraagd een kabinet te vormen. Hij smeedde hierop een minderheidsregering met de Partido Popular, die gesteund wordt door 80 van de 230 parlementsleden. De rechts-populistische partij Chega, die 38 zetels winst had geboekt, werd bij de regeringsvorming gepasseerd. Op 2 april 2024 trad het kabinet-Montenegro aan, met Montenegro als premier van Portugal. Hij volgde in die functie de socialist António Costa op.